# Szőce
Szőce è un comune dell'Ungheria di 424 abitanti (dati 2001). È situato nella contea di Vas.